# غينادي تيموشينكو
غينادي نيكولافييتش تيموشينكو (9 تشرين الثاني 1960 -) رجل أعمال وملياردير روسي. أسس ويملك مجموعة فولغا وشركة جوفنور العملاقتين والعديد من الشركات الأصغر. بسنة 2014، صنفته مجلة فوربس على أنه بالمرتبة 62 عالمياً ضمن قائمة أغنى أصحاب المليارات لكونه كان يملك حينها 15.2 مليار دولار أمريكي تقريباً. يترأس غينادي عدداً من الأندية الرياضيّة. وهو يحمل الجنسيات الروسيّة والفنلدنيّة والأرمنيّة.

## حياته الشخصيّة
ولد في مدينة لينينكان، التي صار اسمها غيومري، في أرمينيا التي كانت حينها جزءاً من جمهوريات الاتحاد السوفيتي. كان أبوه ضابطاً بالجيش السوفيتي وعاش في أرمينيا وأوكرانيا وألمانيا الشرقية. تخرج من المعهد التقني في بطرسبورغ. هو متزوج ولديه ثلاثة أبناء، تزوجت إبنته كسينيا من ابن وزير النقل الروسي الأسبق سيرجي فرانك.
يشتهر غينادي في الإعلام بأنه صديق طفولة الرئيس الروسي فلاديمير بوتين مع أن هذه المعلومة غير مؤكدة.

## ثروته واستثماراته
تبلغ ثروته أكثر من 14 مليار دولار أمريكي. يستثمر بشكل عام في قطاعات الطاقة والنقل والبنية التحتيّة وهو يملك مجموعة فولغا الروسيّة الضخمة وشركة جوفنور التي تعتبر حالياً واحدة من أكبر شركات تجارة السلع في العالم.

### استثماراته في المنطقة العربية
تم منح شركاته العديد من المشاريع في المنطقة العربية على رأسها مجمع الصيانة في مطار الشارقة واستثمارات في قطاعي الطاقة والتعدين في سوريا حيث ستقوم شركته بتشغيل أكبر مناجم الفوسفات في سوريا (منجم الشرقية 45 كيلومترا جنوبي غربي مدينة تدمر) ومنجم خنيفيس (60 كيلومترا عن تدمر). وهما منجمان دمرتهما المجموعات الإرهابيّة بشكل ممنهج خلال الحرب على سوريا. وتم التوقيع على اتفاقية بين المؤسسة العامة للجيولوجيا والثروة المعدنية في سوريا و"STNG Logestic"، وهي شركة تابعة لـ «ستروي ترانس غاز» ويمتلكهما غينادي تيموشينكو. وستتم تنفيذ أعمال الصيانة اللازمة للمناجم وتقديم خدمات الحماية والإنتاج والنقل إلى مرفأ التصدير «سلعاتا» بلبنان.

## وصلات خارجية
- غينادي تيموشينكو على موقع IMDb (الإنجليزية)
- غينادي تيموشينكو على موقع مونزينجر (الألمانية)
- سيرته الذاتيّة في مقال من جريدة الخليج.(بالعربيّة)
- Biography نسخة محفوظة 14 أغسطس 2007 على موقع واي باك مشين. by Vladimir Pribylovsky (بالروسيّة).
- Les bonnes affaires de Guennadi Timtchenko (بالفرنسية)